# Hasenholz (Wald)
Das Hasenholz (dänisch Hareskov) ist eine schmale nördlich des Ortes Satrup in der Gemeinde Mittelangeln in der Landschaft Angeln im Nordosten Schleswig-Holsteins gelegene Hölzung. Der Name leitet sich  sowohl im Deutschen als auch im Dänischen vom Tiernamen Hase ab. Der Wald besteht vor allem aus Eichen und Buchen, insbesondere Rotbuchen, zum Teil auch Eschen mit größeren Anteilen von Alt- und Totholz. Die Hölzung ist von zum Teil zugewachsenen Waldwegen durchzogen. Im unmittelbaren Umfeld des Waldes befinden sich mehrere Höfe wie Rabenkiel (dän. Ravnkilde) oder Hatteshuus. Westlich des Waldes verläuft die Rabenkieler Mühlenau. Im Norden schließt sich das Waldgebiet von Jeßlund bzw. Jeßlundkoppel (Jeslund bzw. Jeslundkobbel) an. In der dänischen Zeit bis 1864 war der Wald dem ersten gottorfschen Waldreiterdistrikt (skovriderdistrikt) und administrativ der Satrupharde zugeordnet. Der Wald hat eine Fläche von 10 ha, zusammen mit dem angrenzenden Jeßlund ergibt sich ein Waldareal von 19,4 ha. Zwischenzeitlich ist der Wald zusammen mit Nachbarwäldern wie der westlich gelegenen Obdrupholzkoppel als Teilgebiet 2 Teil des FFH-Gebiet Wälder an der Bondenau und somit NATURA 2000-Schutzgebiet.